# Sulfid kobaltnatý
Sulfid kobaltnatý (chemický vzorec CoS) je černá práškovitá látka s načervenalým nádechem, která je nerozpustná ve vodě, rozpustná ve zředěných roztocích kyselin na soli kobaltnaté, ale silnými a koncentrovanými kyselinami se rozkládá. Má vlastnosti polovodiče. Využívá se k odsiřování, protože do své struktury je schopen pojmout velké množství atomů síry a vznikají tak polysulfidy kobaltu CoxSy.

## Krystalické modifikace
Sulfid kobaltnatý krystalizuje ve 3 odlišných krystalických modifikacích – modifikaci α, β a γ. Modifikace α je amorfní a nemá tedy žádnou pravidelnou strukturu. Modifikace β je šesterečná (hexagonální) a v přírodě se s ní dá setkat v podobě minerálu sycoporitu. Modifikace γ je potom klencová (trigonální neboli romboedrická).

## Reakce
Pražením lze sulfid kobaltnatý převést na oxid kobaltnato-kobaltitý Co3O4 a oxid siřičitý SO2 a následně redukcí uhlíkem (koksem) se získá kobalt.
3 CoS + 5 O2 → Co3O4 + 3 SO2
Co3O4 + 4 C → 3 Co + 4 CO
Sulfid kobaltnatý lze připravit srážením rozpustných solí kobaltnatých roztokem alkalického sulfidu nebo sulfanem, působením sulfanu na kobalt nebo přímo slučováním kobaltu se sírou za vyšší teploty.
Co2+ + Na2S → CoS + 2 Na+ nebo Co2+ + H2S → CoS + 2 H+
Co + H2S → CoS + H2
Co + S → CoS